# Municipio de Germanville
El municipio de Germanville (en inglés: Germanville Township) es un municipio ubicado en el condado de Livingston en el estado estadounidense de Illinois. En el año 2010 tenía una población de 67 habitantes y una densidad poblacional de 1,13 personas por km².

## Geografía
El municipio de Germanville se encuentra ubicado en las coordenadas 40°38′22″N 88°16′55″O / 40.63944, -88.28194. Según la Oficina del Censo de los Estados Unidos, el municipio tiene una superficie total de 59.45 km², de la cual 59,41 km² corresponden a tierra firme y (0,06 %) 0,04 km² es agua.

## Demografía
Según el censo de 2010, había 67 personas residiendo en el municipio de Germanville. La densidad de población era de 1,13 hab./km². De los 67 habitantes, el municipio de Germanville estaba compuesto por el 95,52 % blancos, el 1,49 % eran asiáticos y el 2,99 % eran de una mezcla de razas. Del total de la población el 1,49 % eran hispanos o latinos de cualquier raza.